# Mondo cane oggi - L'orrore continua
(Citazione finale del film)
Mondo cane oggi - L'orrore continua è un film documentario del 1985 diretto da Stelvio Massi.
Il film si propone come seguito di Mondo cane e Mondo cane 2, seguendo il filone cinematografico dei Mondo movie.
Stelvio Massi nel 1988 realizzò il seguito Mondo cane 2000 - L'incredibile.

## Trama

La scena iniziale del film

Le immagini, realizzate in presa diretta, ci mostrano scene di sesso, mutilazioni, droga e morti, cercando di far trasparire la realtà nella sua interezza e lasciando allo spettatore il compito di giudicare.